# Ramón de Colubí y Chánez
Ramón de Colubí y Chánez (Barcelona, 11 d'abril de 1910 – Caracas, 10 de juny de 2007) va ser un militar i advocat, defensor del president Companys en el consell de guerra de 1940.
De família militar, va estudiar a l'Acadèmia de Segòvia el 1931, dins l'arma d'artilleria. Durant el Cop d'estat del juliol del 1936 a Barcelona, participà en l'aixecament a la caserna de Sant Andreu i, el 20 de juliol de 1936, és detingut i engarjolat al vaixell Uruguay. Sortí lliure el 1938 gràcies a la intercessió del president Companys que va permetre deixar marxar a unes 5.000 persones que no estava segur de poder protegir.
Quan era capità, se li assignà la defensa d'ofici en més d'un centenar de consells de guerra. Entre el 8 i el 15 d'octubre de 1940 va ésser el defensor de Lluís Companys en el consell de guerra que acabaria amb una sentència de mort i el seu afusellament la matinada del dia 15. Colubí sintonitzà molt bé amb Companys i el defensà amb coratge, tot i que ell mateix reconeixia que «la sentència estava predeterminada». Va aconseguir que les germanes de Companys el visitessin, envià un telegrama de súplica a Franco, va ésser amb ell la darrera nit i el va acompanyar fins al fossat quan el van afusellar. Companys li regalà els botons de puny que portava en mostra d'agraïment.
El 1947, abandonà l'exèrcit amb el grau de comandant. Decebut pel règim franquista, se'n va anar a viure a Veneçuela, treballà com a enginyer i es convertí en un expert en metrologia, essent el responsable de l'adaptació horària de Veneçuela amb la normativa internacional.
Va morir a Caracas el 10 de juny de 2007 a l'edat de 97 anys.
L'any 2015 l'escriptor Víctor Gay Zaragoza va descobrir que l'avi de Companys (Ramon Maria de Jover i de Viala) era cosí germà de l'àvia de Colubí (Maria de l'Assumpció de Viala i Masalles). Una relació familiar que probablement ni ells mateixos coneixien. Arran de la investigació duta a terme per Víctor Gay Zaragoza amb la família de Colubí, s'ha sabut que Ramón va conservar la documentació de l'expedient del judici de Companys.